# 라이브 투데이
《라이브 투데이》는 평일 아침 7시 30분에 방송되는 연합뉴스TV의 아침 뉴스 프로그램이다.

## 같이 보기
- KBS 뉴스광장 (KBS 1TV)
- KBS 아침뉴스타임 (KBS 2TV)
- MBC 뉴스투데이 (MBC TV)
- 모닝와이드 1, 2부 (SBS TV)
- 아침& (JTBC)
- 굿모닝 MBN, 굿모닝 월드, 아침 & 매일경제 (MBN)
- TV조선 뉴스퍼레이드 (TV조선)
- 김진의 돌직구쇼 (채널A)